# Rio Boişa
O Rio Boişa é um rio da Romênia afluente do Rio Pozen, localizado no distrito de Suceava.